# エイルドン (スコティッシュ・ボーダーズ)
座標: 北緯55度35分10秒 西経2度40分52秒 / 北緯55.586度 西経2.681度
エイルドン (Eildon) は、スコティッシュ・ボーダーズで最大の地区委員会である。2011年イギリス国勢調査では人口34,892名であった。

## エイルドンの地名
- エールウォーター（英語版）
- クローヴンフォーズ（英語版）
- デンホルム（英語版）
- アールストン（英語版）
- ガラシールズ（英語版）
- ヘリオット（英語版）
- キルンノウ（英語版）
- ラドホープ（英語版）
- ラングリー（英語版）
- ローダー（英語版）
- ローダーデイル（英語版）
- メルローズ
- モッシリー（英語版）
- ネザーデイル（英語版）
- スコッツ・ビュー（英語版）
- セルカーク（英語版）
- オールド・セルカーク（英語版）
- セント・ボズウェルズ（英語版）
- ツイードバンク（英語版）